# Партизански отряд „Христо Ботев“
Партизански отряд „Христо Ботев“ е подразделение на Втора Пловдивска въстаническа оперативна зона на НОВА по време на партизанското движение в България (1941-1944). Действа в района на Източна Средна гора.

## История
Първите партизански групи в Средногорието се създават през 1941 г. На 4 ноември се формира Чехларската чета, а на 5 ноември Карловската чета.
На 14 юли 1942 г. в местността „Хайдук конак“ край село Чехларе се обединяват в отряд „Христо Ботев“. Командир на отряда е Иван Самунов, помощник-командир Кольо Кичуков, Сребро Бабаков и Дечо Бутев.  Овладява фабрика в град Карлово произвеждаща колбаси за Вермахта и с. Бабек. Води престрелка при с. Славянин.
От 21 юни 1943 г. командир на отряда е Дечо Бутев, политкомисар Кою Коев. Отряда се прегрупира в пет чети. Провежда наказателни и снабдителни акции в с. Пъдарско, с. Брезово, с. Александрово, с. Върбен, с. Винарово, мандрата на връх „Хайдут“, с. Трилистник, с. Стрелци, с. Чехларе, с. Богдан и др. От 3 октомври 1943 г. командир е Стою Неделчев-Чочоолу. На 27 октомври 1943 г. правителствените части започват блокада на Средногорието, вследствие на която тежки загуби понасят ятаците. Едновременно отряда се масовизира и достига 600 партизани (най-голямата партизанска единица в България през 1943 г.). Разгромява полицейски подразделения при с. Малко Дряново и с. Бабек. Провежда тройните акции с. Калояново-с. Голям дол-с. Брезово и с. Спасово-с. Малко Шивачево-с. Яздач и много други. 
През зимната правителствена офанзива отряда губи 80 бойци от I- а и III- а дружина (убити, ранени и пленени). От декември 1943 г. командир е Сребро Бабаков. Води бой с армейски подразделения при с. Долно Ново село.
През пролетта на 1944 г. отряда се прегрупира и активизира дейността си. Извършва многобройни бойни акции: с. Тюркмен, с. Меричлери, с. Калековец, с. Стряма. Води бой с полицейски подразделения при местността „Зюмбюлюка“. Провежда четворната акция с. Горно Черковище-гара Калояново- с. Бабек- с. Дрангово и др. 
На 15 юли 1944 г. отряда се масовизира и прераства в Първа средногорска бригада „Христо Ботев“.

## Боен марш
Бойният марш на отряда е написан от Кою Коев — Боцман по мелодия на руска партизанска песен.
| „ | По долини и рътлини по средногорски върхове бродим млади партизани все народни синове... И в борбата с фашизма така ние ще се калим, ще нараснем, ще закрепнем ще се сплотим като един. На германските фашисти нищичко не ще дадем. А пък техните лакеи с куршум ще наградим. Ние летим сред нощта, нападаме и рушиме и се губим без следа... Опора сме на народа, наш поддръжник ни е той, че се борим за свобода да запазим труда свой. А над нашите полета ново слънце ще изгрей. В тракторните колелета колективът ще запей. | “ |

## Команден състав
| Отряд „Христо Ботев“                                                                | Отряд „Христо Ботев“                      | Отряд „Христо Ботев“                                     | Отряд „Христо Ботев“ | Отряд „Христо Ботев“ | Отряд „Христо Ботев“ |
| Позиция                                                                             | Име                                       | Период                                                   |                      |                      |                      |
| ----------------------------------------------------------------------------------- | ----------------------------------------- | -------------------------------------------------------- | -------------------- | -------------------- | -------------------- |
| Командири                                                                           | Иван Колев Самунев (Въжаров)              | 14 юли 1942 г. – 22 юли 1943 г.                          |                      |                      |                      |
| Командири                                                                           | Дечо Петров Бутев (Щокман)                | 22 юли 1943 г. – 3 октомври 1943 г.                      |                      |                      |                      |
| Командири                                                                           | Стою Неделчев (Чочоолу)                   | 3 октомври 1943 г. – 15 юли 1944 г.                      |                      |                      |                      |
| Политкомисари                                                                       | Колю Атанасов Кичуков (Зоню)              | 14 юли 1942 г. – 7 април 1943 г.                         |                      |                      |                      |
| Политкомисари                                                                       | Кою Стоянов Коев (Боцмана)                | 22 юли 1943 г. – май 1944 г.                             |                      |                      |                      |
| Политкомисари                                                                       | Никола Димитров Балканджиев (Полски)      | 6 май 1944 г. – 15 юли 1944 г.                           |                      |                      |                      |
| Помощник-командири                                                                  | Тодор Денев Брънков (Карата)              | 22 юли 1943 г. – не заел длъжност                        |                      |                      |                      |
| Помощник-командири                                                                  | Сребрю Иванов Бабаков (Морозов)           | 29 юли 1943 г. – 15 юли 1944 г.                          |                      |                      |                      |
| Началник-щаб                                                                        | Христо Георгиев Каламов (Бранислав)       | май 1944 г. – 15 юли 1944 г.                             |                      |                      |                      |
| ???                                                                                 | Коста Ламбрев Динев (Камен)               | април 1944 г. – 15 юли 1944 г.                           |                      |                      |                      |
| Интендант                                                                           | Иван Нанев Иванов (Бако)                  | юли 1943 г. – 15 юни 1944 г.                             |                      |                      |                      |
| Пълномощник на БРП                                                                  | Слави Стойков Чакъров                     | 14 юли 1942 г.                                           |                      |                      |                      |
| Пълномощник на РМС                                                                  | Гено Стойков Генов                        | 14 юли 1942 г. – 15 юни 1944 г.                          |                      |                      |                      |
| Чети към отряд „Христо Ботев“                                                       |                                           |                                                          |                      |                      |                      |
| Ръжевоконарска чета                                                                 |                                           |                                                          |                      |                      |                      |
| Командир                                                                            | Таню Караджов (Любен)                     | 15 ноември 1942 г. – 15 май 1943 г.                      |                      |                      |                      |
| Политкомисар                                                                        | Колю Гетов                                | 15 ноември 1942 г. – 15 май 1943 г.                      |                      |                      |                      |
| Стрямска чета                                                                       |                                           |                                                          |                      |                      |                      |
| Командир                                                                            | Запрян Иванов Кичуков (Левски)            | февруари 1943 г. – 23 юли 1943 г.                        |                      |                      |                      |
| Политкомисар                                                                        | Димитър Тодоров Кривчев (Македонски)      | февруари 1943 г. – 20 юни 1943 г.                        |                      |                      |                      |
| Беговска чета                                                                       |                                           |                                                          |                      |                      |                      |
| Командир                                                                            | Янко Тодоров Дамбулев (Дойчин)            | февруари 1943 г. – 9 септември 1944 г.                   |                      |                      |                      |
| Политкомисар                                                                        | Михаил Денков Панев (Камен)               | февруари 1943 г. – 9 септември 1944 г.                   |                      |                      |                      |
| Пъдарска чета                                                                       |                                           |                                                          |                      |                      |                      |
| Командир                                                                            | Георги Апостолов (Македонски)             |                                                          |                      |                      |                      |
| Дружини и чети към отряд „Христо Ботев“ Период 3 октомври 1943 г. до 15 юли 1944 г. |                                           |                                                          |                      |                      |                      |
| Първа дружина                                                                       |                                           |                                                          |                      |                      |                      |
| Командир                                                                            | Тошо Атанасов Танев (Тимошкин)            | 15 октомври 1943 г. – 15 юли 1944 г.                     |                      |                      |                      |
| Политкомисар                                                                        | Христо Банов Пеев (Ачкурин)               | 3 октомври 1943 г. – 15 юли 1944 г.                      |                      |                      |                      |
| Чети към първа дружина                                                              |                                           |                                                          |                      |                      |                      |
| Първа чета                                                                          |                                           |                                                          |                      |                      |                      |
| Командир                                                                            | Пеню Стоилов Авуски (Графа)               | 22 юли 1943 г. – 15 юли 1944 г.                          |                      |                      |                      |
| Втора чета                                                                          |                                           |                                                          |                      |                      |                      |
| Командир                                                                            | Петко К. Петков (Черкеза, Стако)          | 3 октомври 1943 г. – 15 юли 1944 г.                      |                      |                      |                      |
| Трета чета                                                                          |                                           |                                                          |                      |                      |                      |
| Командир                                                                            | Тодор Денев Нанев (Карата)                | 3 октомври 1943 г. – 15 ноември 1943 г.                  |                      |                      |                      |
| Четвърта чета                                                                       |                                           |                                                          |                      |                      |                      |
| Командир                                                                            | Кирил Милчев Димитров (Дибенко)           | 3 октомври 1943 г. – 15 ноември 1943 г.                  |                      |                      |                      |
| Политкомисар                                                                        | Сребрю Желев Мавров                       | 15 ноември 1943 г. – 20 декември 1943 г.                 |                      |                      |                      |
| Пета чета                                                                           |                                           |                                                          |                      |                      |                      |
| Командир                                                                            | Атанас Стоилов Вранчев (Кренкел, Доктора) | май 1943 г. – 23 септември 1943 г. или 3 ноември 1943 г. |                      |                      |                      |
| Интендантска чета                                                                   |                                           |                                                          |                      |                      |                      |
| Командир                                                                            | Сребрю Колев Стойновски (Цветан, Дойчин)  | 15 ноември 1943 г. – 22 юни 1944 г.                      |                      |                      |                      |